# Munji (Sprache)
Die Mundschi- oder Munji-Sprache (auch bekannt als Munjani, Munjhan und Munjiwar) ist eine iranische Sprache, die im Munjan-Tal in der Provinz Badachschan im Nordosten Afghanistans gesprochen wird.
Es ähnelt der Yidgha-Sprache, die im oberen Lotkoh-Tal von Chitral westlich von Garam Chashma in Chaibar Pachtunchwa (Pakistan), gesprochen wird. Historisch gesehen zeigt Mundschi die engstmögliche sprachliche Affinität zur heute ausgestorbenen baktrischen Sprache. Obwohl Dari-Persisch die vorherrschende Sprache der Region ist, ist die Einstellung zu Mundschi sehr positiv, und unter den Sprechern sagen nur wenige einen Rückgang des Gebrauchs voraus.